# Piazza Brembana
Piazza Brembana é uma comuna italiana da região da Lombardia, província de Bérgamo, com cerca de 1.183 habitantes. Estende-se por uma área de 6 km², tendo uma densidade populacional de 197 hab/km².
Faz fronteira com Camerata Cornello, Cassiglio, Lenna, Olmo al Brembo, Piazzolo, Valnegra.
É a cidadeiznha natal de Dom Alessandro Carmelo Ruffinoni.

## Demografia
| Variação demográfica do município entre 1861 e 2011                               |
|                                                                                   |
| Fonte: Istituto Nazionale di Statistica (ISTAT) - Elaboração gráfica da Wikipedia |